# Myotis csorbai
Myotis csorbai és una espècie de ratpenat de la família dels vespertiliònids. És endèmic del Nepal. El seu hàbitat natural conegut són els boscos subtropicals, tot i que és possible que en tingui més, car no se'n coneix la distribució en detall. Està amenaçat per la desforestació.